# Споменик Деже Костолањија
Споменик Деже Костолањија се као спомен-обележје налази поред Гимназије „Светозар Марковић”, у парку на на почетку улице Шандора Петефија у Суботици. Kостолањи је био ђак гимназије испред које је споменик постављен, а његов отац је био директор исте.
Скулптура Kостолањија је на пространом платоу у природној величини, рад је као и читавог спомен-обележја академског вајара Тибора Сарапке из Суботице. Споменик оивичен колонадом од шест стубова носи назив Гимназијалац и има намеру да представи ватру и бунт коју је Kостолањи имао у свом стваралаштву. 
Споменик је подигнут 2014. године. Наспрам споменика, налази се Kостолањијева биста која је постављена 1985. године. Аутор бисте је вајар из Суботице Габор Алмаши.